# Prêmio Emmy Internacional de melhor série dramática
O Emmy Internacional de Melhor Série Dramática, (em inglês: International Emmy Award for Best Drama Series), é concedido pela Academia Internacional das Artes & Ciências Televisivas (IATAS) durante a cerimônia do Emmy Internacional. Esta categoria premia programas dramáticos internacionais que foram produzidos e exibidos pela primeira vez fora dos Estados Unidos.
Até 2023, o Reino Unido lidera com nove vitórias na categoria de Melhor Série Dramática, seguido pela Dinamarca com quatro e pela França com três. O Brasil foi o único país de língua portuguesa a ser indicado nesta categoria até o momento.

## Regras e regulamento
Segundo as regras da Academia Internacional, o prêmio é concedido a uma produção dramática em que o tema, enredo e personagens principais são apresentados sob o mesmo título. O programa deve ter uma duração mínima equivalente a um formato televisivo de meia hora, incluindo intervalos comerciais, e deve ter sido transmitido durante o período de elegibilidade. No caso de uma série de antologia, onde cada episódio apresenta uma história e um conjunto diferente de personagens, os episódios elegíveis para esta categoria devem ter mais de uma hora de duração.

## Vencedores e indicados
|  | Indica o vencedor |

| Ano                         | Título                        | País                                                                              | Rede                                               | Destinatário(s)   |
| Década de 2000              | Década de 2000                | Década de 2000                                                                    | Década de 2000                                     | Década de 2000    |
| 2002                        |                               |                                                                                   |                                                    |                   |
| --------------------------- | ----------------------------- | --------------------------------------------------------------------------------- | -------------------------------------------------- | ----------------- |
| 2002                        | Rejseholdet                   | Dinamarca                                                                         | Danmarks Radio                                     | Peter Thorsboe    |
| 2002                        | All Stars                     | Países Baixos                                                                     | VARA                                               | Jean Van de Velde |
| 2002                        | Always Greener                | Austrália                                                                         | Seven Network                                      | Bevan Lee         |
| 2002                        | At Home with the Braithwaites | Reino Unido                                                                       | Yorkshire Television/ITV                           | Sally Wainwright  |
| 2003                        |                               |                                                                                   |                                                    |                   |
| Nikolaj og Julie            | Dinamarca                     | Danmarks Radio                                                                    | Adam Price                                         |                   |
| Conta-me como Foi           | Espanha                       | Grupo Ganga/La 1                                                                  | Miguel Ángel Bernardeau                            |                   |
| MDA                         | Austrália                     | ABC                                                                               | Greg Haddrick e Des Monaghan                       |                   |
| Waking the Dead             | Reino Unido                   | BBC One                                                                           | Barbara Machin                                     |                   |
| 2004                        |                               |                                                                                   |                                                    |                   |
| Waking the Dead             | Reino Unido                   | BBC One                                                                           | Barbara Machin                                     |                   |
| Krøniken                    | Dinamarca                     | Danmarks Radio                                                                    | Stig Thorsbøe                                      |                   |
| Shameless                   | Reino Unido                   | Channel 4                                                                         | Paul Abbott                                        |                   |
| Schimanski                  | Alemanha                      | Colonia Media/WDR                                                                 | Edward Berger e Mario Giordano                     |                   |
| 2005                        |                               |                                                                                   |                                                    |                   |
| The Eagle                   | Dinamarca                     | Danmarks Radio                                                                    | Peter Thorsboe e Mai Brostrom                      |                   |
| The Cadets                  | Rússia                        | Channel One Russia                                                                | Andrey Kavun                                       |                   |
| Spooks                      | Reino Unido                   | BBC                                                                               | David Wolstencroft                                 |                   |
| New Tricks                  | Reino Unido                   | Wall to Wall/BBC One                                                              | Nigel McCrery e Roy Mitchell                       |                   |
| 2006                        |                               |                                                                                   |                                                    |                   |
| Life on Mars                | Reino Unido                   | Kudos/BBC                                                                         | Matthew Graham, Tony Jordan e Ashley Pharoah       |                   |
| Mandrake                    | Brasil                        | Conspiração Filmes/HBO Brasil                                                     | Rubem Fonseca e José Henrique Fonseca              |                   |
| Sinhá Moça                  | Brasil                        | TV Globo                                                                          | Benedito Ruy Barbosa                               |                   |
| Vincent                     | Reino Unido                   | Granada Television/ITV                                                            | Stephen Butchard                                   |                   |
| 2007                        |                               |                                                                                   |                                                    |                   |
| The Street                  | Reino Unido                   | BBC                                                                               | Jimmy McGovern                                     |                   |
| Mothern                     | Brasil                        | GNT                                                                               | Luca Paiva Mello e Rodrigo Castilho                |                   |
| Forbrydelsen                | Dinamarca                     | Danmarks Radio                                                                    | Søren Sveistrup                                    |                   |
| Home Affairs                | África do Sul                 | Penguin Films/SABC                                                                | Roberta Durrant                                    |                   |
| 2008                        |                               |                                                                                   |                                                    |                   |
| Life on Mars                | Reino Unido                   | Kudos/BBC                                                                         | Matthew Graham, Tony Jordan e Ashley Pharoah       |                   |
| Home Affairs                | África do Sul                 | Penguin Films/SABC                                                                | Roberta Durrant                                    |                   |
| Mandrake                    | Brasil                        | Conspiração Filmes/HBO Brasil                                                     | Rubem Fonseca e José Henrique Fonseca              |                   |
| Forbrydelsen                | Dinamarca                     | Danmarks Radio                                                                    | Søren Sveistrup                                    |                   |
| 2009                        |                               |                                                                                   |                                                    |                   |
| The Protectors              | Dinamarca                     | Danmarks Radio                                                                    | Peter Thorsboe                                     |                   |
| Capadocia                   | México                        | HBO Latin America                                                                 | Argos Comunicación                                 |                   |
| The Land of the Wind        | Coreia do Sul                 | Chorokbaem Media/KBS                                                              | Choi Wan-kyu e Jin-ok Jeong                        |                   |
| Sokhulu & Partners          | África do Sul                 | SABC                                                                              | Paw Paw Films                                      |                   |
| Spooks                      | Reino Unido                   | BBC                                                                               | David Wolstencroft                                 |                   |
| Década de 2010              |                               |                                                                                   |                                                    |                   |
| 2010                        |                               |                                                                                   |                                                    |                   |
| The Street                  | Reino Unido                   | BBC                                                                               | Jimmy McGovern                                     |                   |
| Forbrydelsen                | Dinamarca                     | Danmarks Radio                                                                    | Søren Sveistrup                                    |                   |
| Epitafios                   | Argentina                     | Pol-Ka Producciones/HBO                                                           | Marcelo Slavich e Walter Slavich                   |                   |
| Saka no Ue no Kumo          | Japão                         | NHK                                                                               | Hisashi Nozawa                                     |                   |
| 2011                        |                               |                                                                                   |                                                    |                   |
| Accused                     | Reino Unido                   | BBC                                                                               | Jimmy McGovern                                     |                   |
| Spiral                      | França                        | Canal+                                                                            | Alexandra Clert e Guy-Patrick Sainderichin         |                   |
| Saka no Ue no Kumo          | Japão                         | NHK                                                                               | Hisashi Nozawa                                     |                   |
| Na Forma da Lei             | Brasil                        | TV Globo                                                                          | Antônio Calmon                                     |                   |
| 2012                        |                               |                                                                                   |                                                    |                   |
| Braquo                      | França                        | Canal+                                                                            | Olivier Marchal                                    |                   |
| ICAC Investigators          | Hong Kong                     | RTHK                                                                              | RTHK/ICAC                                          |                   |
| The Kitchen Musical         | Singapura                     | The Group Entertainment/AXN Asia                                                  | Chee Kong Cheah                                    |                   |
| The Slap                    | Austrália                     | Matchbox Pictures/ABC                                                             | Brendan Cowell                                     |                   |
| El Líder Social             | Argentina                     | Artear/El Trece                                                                   | Pol-ka Producciones                                |                   |
| 2013                        |                               |                                                                                   |                                                    |                   |
| Les Revenants               | França                        | Canal+                                                                            | Fabrice Gobert                                     |                   |
| Maalaala Mo Kaya            | Filipinas                     | ABS-CBN                                                                           | ABS-CBN Corporation                                |                   |
| Accused                     | Reino Unido                   | BBC One                                                                           | Jimmy McGovern                                     |                   |
| O Brado Retumbante          | Brasil                        | TV Globo                                                                          | Euclydes Marinho                                   |                   |
| 2014                        |                               |                                                                                   |                                                    |                   |
| Utopia                      | Reino Unido                   | Kudos/Channel 4                                                                   | Dennis Kelly                                       |                   |
| Prófugos                    | Chile                         | HBO Latin America                                                                 | Pablo Illanes e Josefina Fernández                 |                   |
| The Tunnel                  | França                        | Sky Atlantic/Canal+                                                               | Ben Richards e Hans Rosenfeldt                     |                   |
| Yae no Sakura               | Japão                         | NHK                                                                               | Mutsumi Yamamoto                                   |                   |
| 2015                        |                               |                                                                                   |                                                    |                   |
| Spiral                      | França                        | Canal+                                                                            | Alexandra Clert                                    |                   |
| Mozu                        | Japão                         | TBS/WOWOW/ROBOT                                                                   | Eiichirō Hasumi                                    |                   |
| My Mad Fat Diary            | Reino Unido                   | E4                                                                                | Rae Earl                                           |                   |
| Psi                         | Brasil                        | HBO Brasil                                                                        | Contardo Calligaris                                |                   |
| 2016                        |                               |                                                                                   |                                                    |                   |
| Deutschland 83              | Alemanha                      | RTL-TV                                                                            | Jorg Winger e Anna Winger                          |                   |
| 19-2                        | Canadá                        | Ici Radio-Canada Télé                                                             | Réal Bossé e Claude Legault                        |                   |
| La casa del mar             | Argentina                     | DirecTV                                                                           | Juan Pablo Laplace                                 |                   |
| Waiting for Jasmin          | Emirados Árabes Unidos        | ABC Marketing and Distribution                                                    | Osama Kokash                                       |                   |
| 2017                        |                               |                                                                                   |                                                    |                   |
| Mammon                      | Noruega                       | NRK                                                                               | Vegard e Gjermund Stenberg Eriksen                 |                   |
| Moribito                    | Japão                         | NHK                                                                               | Sumio Omori                                        |                   |
| Justiça                     | Brasil                        | TV Globo                                                                          | Manuela Dias                                       |                   |
| Wanted                      | Austrália                     | Seven Network                                                                     | Rebecca Gibney                                     |                   |
| 2018                        |                               |                                                                                   |                                                    |                   |
| La casa de papel            | Espanha                       | Vancouver/Atresmedia/Antena 3                                                     | Álex Pina e Esther Martinez Lobato                 |                   |
| Inside Edge                 | Índia                         | Amazon Studios                                                                    | Karan Anshuman                                     |                   |
| 1 Contra Todos              | Brasil                        | Conspiração Filmes/Fox Brasil                                                     | Thomas Stavros, Gustavo Lipsztein e Breno Silveira |                   |
| Urban Myths                 | Reino Unido                   | Happy Tramp/Sky UK                                                                | Sky Arts                                           |                   |
| 2019                        |                               |                                                                                   |                                                    |                   |
| McMafia                     | Reino Unido                   | BBC One                                                                           | Hossein Amini e James Watkins                      |                   |
| Bad Banks                   | Alemanha                      | ZDF                                                                               | Oliver Kienle                                      |                   |
| 1 Contra Todos              | Brasil                        | Conspiração Filmes/Fox Brasil                                                     | Thomas Stavros, Gustavo Lipsztein e Breno Silveira |                   |
| Jogos Sagrados              | Índia                         | Phantom Films/Netflix                                                             | Varun Grover                                       |                   |
| Década de 2020              |                               |                                                                                   |                                                    |                   |
| 2020                        |                               |                                                                                   |                                                    |                   |
| Delhi Crime                 | Índia                         | Netflix                                                                           | Richie Mehta                                       |                   |
| Charité                     | Alemanha                      | UFA Fiction                                                                       | Dorothee Schön                                     |                   |
| Criminal: UK                | Reino Unido                   | Idiotlamp Productions/Netflix                                                     | George Kay e Jim Field Smith                       |                   |
| El jardín de bronce         | Argentina                     | HBO/Polka                                                                         | Gustavo Malajovich e Marcos Osorio Vidal           |                   |
| 2021                        |                               |                                                                                   |                                                    |                   |
| Tehran                      | Israel                        | Donna and Paper Plane Productions                                                 | Moshe Zonder                                       |                   |
| Aarya                       | Índia                         | Endemol/Hotstar                                                                   | Ram Madhvani e Sandeep Modi                        |                   |
| El presidente               | Colômbia                      | Gaumont/Amazon Studios                                                            | Armando Bó                                         |                   |
| There She Goes              | Reino Unido                   | Merman Television                                                                 | Shaun Pye                                          |                   |
| 2022                        |                               |                                                                                   |                                                    |                   |
| Vigil                       | Reino Unido                   | World Productions/BBC One                                                         | Tom Edge                                           |                   |
| Lupin                       | França                        | Netflix/Gaumont Television                                                        | George Kay e François Uzan                         |                   |
| Narcos: México              | México                        | Netflix/Gaumont Television                                                        | Carlo Bernard e Doug Miro                          |                   |
| Reyka                       | África do Sul                 | M-Net South Africa                                                                | Rohan Dickson                                      |                   |
| 2023                        |                               |                                                                                   |                                                    |                   |
| Die Kaiserin                | Alemanha                      | Sommerhaus Serien/Netflix                                                         | Katharina Eyssen                                   |                   |
| Uma Advogada Extraordinária | Coreia do Sul                 | Astory/KT Studio Genie                                                            | Moon Ji-won                                        |                   |
| Iosi, el espía arrepentido  | Argentina                     | Oficina Burman/Amazon Studios                                                     | Daniel Burman                                      |                   |
| The Devil's Hour            | Reino Unido                   | Hartswood Films/Amazon Studios                                                    | Tom Moran                                          |                   |
| 2024                        |                               |                                                                                   |                                                    |                   |
| Drops of God                | França                        | Legend Pictures/Les Prod. Dynamic/22H22/Adline Entertain./France Télévisions/Hulu | Quoc Dang Tran                                     |                   |
| The Newsreader              | Austrália                     | Werner Film Productions/ABC/eOne                                                  | Michael Lucas                                      |                   |
| Iosi, el espía arrepentido  | Argentina                     | Oficina Burman/Amazon Studios                                                     | Daniel Burman                                      |                   |
| The Night Manager           | Índia                         | Disney+ Hotstar/Banijay Asia/Ink Factory                                          | Sandeep Modi                                       |                   |

## Múltiplas indicações
| Nº de indicações | Série                      |
| ---------------- | -------------------------- |
| 3                | Forbrydelsen               |
| 2                | Waking the Dead            |
| 2                | Life on Mars               |
| 2                | The Street                 |
| 2                | Mandrake                   |
| 2                | Home Affairs               |
| 2                | Spooks                     |
| 2                | Accused                    |
| 2                | Spiral                     |
| 2                | 1 Contra Todos             |
| 2                | Iosi, el espía arrepentido |

| Nº de vitórias | País          |
| -------------- | ------------- |
| 20             | Reino Unido   |
| 10             | Brasil        |
| 8              | Dinamarca     |
| 5              | Japão         |
| 4              | Argentina     |
| 4              | Austrália     |
| 4              | Alemanha      |
| 4              | França        |
| 2              | África do Sul |
| 2              | Índia         |
| 2              | Espanha       |

## Múltiplas vitórias
| Nº de vitórias | Série        |
| -------------- | ------------ |
| 2              | The Street   |
| 2              | Life on Mars |

| Nº de vitórias | País        |
| -------------- | ----------- |
| 9              | Reino Unido |
| 4              | Dinamarca   |
| 3              | França      |
| 2              | Alemanha    |